# Belfast (película)
Belfast es una película de comedia dramática semi-biográfica y coming-of-age británica, irlandesa y estadounidense escrita y dirigida por Kenneth Branagh. La película está protagonizada por Caitríona Balfe, Judi Dench, Jamie Dornan, Ciarán Hinds, Colin Morgan y el debutante Jude Hill. La película, que Branagh ha descrito como su "película más personal", se centra en la infancia de un niño en medio del conflicto de Belfast, Irlanda del Norte, en la década de 1960.
Belfast tuvo su estreno mundial en el 48.º Festival de Cine de Telluride el 2 de septiembre de 2021, y también ganó el premio People's Choice Award en el Festival Internacional de Cine de Toronto de 2021. La película fue estrenada en cines en los Estados Unidos el 12 de noviembre de 2021 por Focus Features, y en el Reino Unido e Irlanda el 21 de enero de 2022 por Universal Pictures. Recibió reseñas positivas de parte de los críticos.
La película recibió siete nominaciones en la 94.ª edición de los Premios Óscar, incluida la de Mejor película, y fue nombrada una de las mejores películas de 2021 por la National Board of Review. Empató con El poder del perro liderando con siete nominaciones en la 79.ª entrega de los Premios Globo de Oro, incluida Mejor película dramática; la película ganó un Globo de Oro al Mejor guion. También empató con West Side Story liderando con once nominaciones en los 27.ª edición de los Premios de la Crítica Cinematográfica, incluyendo Mejor Película, y además recibió seis nominaciones en los 75.ª edición de los Premios BAFTA.

## Reparto
- Jude Hill como Buddy
- Jamie Dornan como El padre de Buddy
- Caitríona Balfe como La madre de Buddy
- Judi Dench como La abuela de Buddy
- Ciarán Hinds como El abuelo de Buddy
- Colin Morgan como Billy Clanton
- Lara McDonnell como Moira
- Gerard Horan como Mackie
- Conor MacNeill como McLaury
- Máiréad Tyers como tía Eileen

## Producción
En julio de 2020, Kenneth Branagh anunció que escribiría y dirigiría la película. En septiembre de 2020, Judi Dench, Caitríona Balfe, Jamie Dornan, Ciarán Hinds y Jude Hill se unieron al elenco de la película.
La fotografía principal comenzó en septiembre de 2020, durante la pandemia de COVID-19. El rodaje tuvo lugar inicialmente en Londres y sus alrededores, antes de trasladarse a Belfast. La producción concluyó en octubre de 2020. La película fue filmada en blanco y negro.
La película presenta música del nativo de Belfast Van Morrison, incluidas ocho canciones clásicas y una nueva canción que Morrison escribió para la película.

## Estreno
Belfast tuvo su estreno mundial en el Festival de Cine de Telluride el 2 de septiembre de 2021, donde se convirtió en la película más exhibida del festival ese año. También se proyectó en el Festival Internacional de Cine de Toronto de 2021 el 12 de septiembre de 2021.  Está programado para proyectarse en el Festival Internacional de Cine de San Diego el 17 de octubre de 2021. La película se estrenará el 12 de noviembre de 2021 a través de Focus Features en los Estados Unidos y Universal Pictures a nivel internacional.

## Recepción

### Crítica
Belfast recibió reseñas generalmente positivas de parte de la crítica y de la audiencia. En el sitio web especializado Rotten Tomatoes, la película posee una aprobación de 86%, basada en 334 reseñas, con una calificación de 7.9/10 y con un consenso crítico que dice: "Un proyecto profundamente personal para el escritor y director Kenneth Branagh, Belfast trasciende sus déficits narrativos con poderosas actuaciones y destreza como director." De parte de la audiencia tiene una aprobación de 84%, basada en más de 2500 votos, con una calificación de 4.1/5.
El sitio web Metacritic le dio a la película una puntuación de 75 de 100, basada en 55 reseñas, indicando "reseñas generalmente favorables". En el sitio IMDb los usuarios le asignaron una calificación de 7.2/10, sobre la base de más de 86 000 votos. En la página web FilmAffinity la cinta tiene una calificación de 6.7/10, basada en 12 652 votos.

### Premios y nominaciones
| Premio                                         | Fecha                    | Categoría                                            | Nominado(s)                                                                       | Resultado | Ref.   |
| ---------------------------------------------- | ------------------------ | ---------------------------------------------------- | --------------------------------------------------------------------------------- | --------- | ------ |
| Festival Internacional de Cine de Toronto      | 18 de septiembre de 2021 | People's Choice Award                                | Belfast                                                                           | Ganadora  |        |
| Heartland Film Festival                        | 29 de septiembre de 2021 | Truly Moving Picture Award                           | Belfast                                                                           | Ganadora  | [ 22 ] |
| Mill Valley Film Festival                      | 19 de octubre de 2021    | Overall Audience Favorite                            | Belfast                                                                           | Ganadora  | [ 23 ] |
| Newport Beach Film Festival                    | 29 de octubre de 2021    | Best Narrative Feature                               | Belfast                                                                           | Ganadora  | [ 24 ] |
| San Diego International Film Festival          | 27 de octubre de 2021    | Audience Choice Gala                                 | Belfast                                                                           | Ganadora  | [ 25 ] |
| Montclair Film Festival                        | 1 de noviembre de 2021   | Fiction Feature                                      | Belfast                                                                           | Ganadora  | [ 26 ] |
| Hamilton Behind the Camera Awards              | 13 de noviembre de 2021  | Mejor fotografía                                     | Haris Zambarloukos                                                                | Ganador   | [ 27 ] |
| Hollywood Music in Media Awards                | 17 de noviembre de 2021  | Mejor canción original en una película independiente | "Down to Joy" escrita e interpretada por Van Morrison                             | Nominada  |        |
| Festival Internacional de Cine de Estocolmo    | 22 de noviembre de 2021  | Premio del público                                   | Belfast                                                                           | Ganadora  | [ 28 ] |
| National Board of Review                       | 2 de diciembre de 2021   | Top Películas (compartido)                           | Belfast                                                                           | Ganadora  | [ 29 ] |
| National Board of Review                       | 2 de diciembre de 2021   | Mejor actor de reparto                               | Ciarán Hinds                                                                      | Ganadora  | [ 29 ] |
| British Independent Film Awards                | 5 de diciembre de 2021   | Mejor actriz                                         | Caitríona Balfe                                                                   | Nominada  | [ 30 ] |
| British Independent Film Awards                | 5 de diciembre de 2021   | Mejor actor de reparto                               | Ciarán Hinds                                                                      | Nominado  | [ 30 ] |
| British Independent Film Awards                | 5 de diciembre de 2021   | Mejor actriz de reparto                              | Judi Dench                                                                        | Nominada  | [ 30 ] |
| British Independent Film Awards                | 5 de diciembre de 2021   | Mejor actor revelación                               | Jude Hill                                                                         | Nominado  | [ 30 ] |
| British Independent Film Awards                | 5 de diciembre de 2021   | Mejor reparto                                        | Lucy Bevan, Emily Brockmann                                                       | Nominadas | [ 30 ] |
| British Independent Film Awards                | 5 de diciembre de 2021   | Mejor fotografía                                     | Haris Zambarloukos                                                                | Nominado  | [ 30 ] |
| British Independent Film Awards                | 5 de diciembre de 2021   | Mejor diseño de vestuario                            | Charlotte Walter                                                                  | Nominada  | [ 30 ] |
| British Independent Film Awards                | 5 de diciembre de 2021   | Mejor montaje                                        | Úna Ní Dhonghaíle                                                                 | Nominada  | [ 30 ] |
| British Independent Film Awards                | 5 de diciembre de 2021   | Mejor maquillaje y peluquería                        | Wakana Yoshihara                                                                  | Nominada  | [ 30 ] |
| British Independent Film Awards                | 5 de diciembre de 2021   | Mejor música                                         | Van Morrison                                                                      | Nominado  | [ 30 ] |
| British Independent Film Awards                | 5 de diciembre de 2021   | Mejor diseño de producción                           | Jim Clay                                                                          | Nominado  | [ 30 ] |
| Detroit Film Critics Society                   | 6 de diciembre de 2021   | Mejor película                                       | Belfast                                                                           | Nominada  |        |
| Detroit Film Critics Society                   | 6 de diciembre de 2021   | Mejor director                                       | Kenneth Branagh                                                                   | Nominado  |        |
| Washington D. C. Area Film Critics Association | 6 de diciembre de 2021   | Mejor película                                       | Belfast                                                                           | Ganadora  | [ 31 ] |
| Washington D. C. Area Film Critics Association | 6 de diciembre de 2021   | Mejor director                                       | Kenneth Branagh                                                                   | Nominado  | [ 31 ] |
| Washington D. C. Area Film Critics Association | 6 de diciembre de 2021   | Mejor actor de reparto                               | Jamie Dornan                                                                      | Nominado  | [ 31 ] |
| Washington D. C. Area Film Critics Association | 6 de diciembre de 2021   | Mejor actor de reparto                               | Ciarán Hinds                                                                      | Nominado  | [ 31 ] |
| Washington D. C. Area Film Critics Association | 6 de diciembre de 2021   | Mejor actriz de reparto                              | Caitríona Balfe                                                                   | Nominada  | [ 31 ] |
| Washington D. C. Area Film Critics Association | 6 de diciembre de 2021   | Mejor reparto                                        | Belfast                                                                           | Nominada  | [ 31 ] |
| Washington D. C. Area Film Critics Association | 6 de diciembre de 2021   | Mejor interpretación juvenil                         | Jude Hill                                                                         | Nominado  | [ 31 ] |
| Washington D. C. Area Film Critics Association | 6 de diciembre de 2021   | Mejor guion original                                 | Kenneth Branagh                                                                   | Ganador   | [ 31 ] |
| Washington D. C. Area Film Critics Association | 6 de diciembre de 2021   | Mejor diseño de producción                           | Jim Clay, Claire Nia Richards                                                     | Nominados | [ 31 ] |
| Washington D. C. Area Film Critics Association | 6 de diciembre de 2021   | Mejor fotografía                                     | Haris Zambarloukos                                                                | Nominado  | [ 31 ] |
| Washington D. C. Area Film Critics Association | 6 de diciembre de 2021   | Mejor montaje                                        | Úna Ní Dhonghaíle                                                                 | Nominada  | [ 31 ] |
| American Film Institute Awards                 | 8 de diciembre de 2021   | AFI Special Award                                    | Belfast                                                                           | Ganadora  |        |
| Asociación de Críticos de Cine de San Luis     | 19 de diciembre de 2021  | Mejor película                                       | Belfast                                                                           | Nominada  |        |
| Asociación de Críticos de Cine de San Luis     | 19 de diciembre de 2021  | Mejor director                                       | Kenneth Branagh                                                                   | Nominado  |        |
| Asociación de Críticos de Cine de San Luis     | 19 de diciembre de 2021  | Mejor actor de reparto                               | Ciarán Hinds                                                                      | Nominado  |        |
| Asociación de Críticos de Cine de San Luis     | 19 de diciembre de 2021  | Mejor reparto                                        | Belfast                                                                           | Nominada  |        |
| Asociación de Críticos de Cine de San Luis     | 19 de diciembre de 2021  | Mejor guion original                                 | Kenneth Branagh                                                                   | Nominado  |        |
| Asociación de Críticos de Cine de San Luis     | 19 de diciembre de 2021  | Mejor fotografía                                     | Haris Zambarloukos                                                                | Nominado  |        |
| Asociación de Críticos de Cine de San Luis     | 19 de diciembre de 2021  | Mejor edición                                        | Úna Ní Dhonghaíle                                                                 | Nominada  |        |
| Asociación de Críticos de Cine de San Luis     | 19 de diciembre de 2021  | Mejor escena                                         | Buddy cuando oye a los protestantes acercándose                                   | Nominada  |        |
| Alianza de Mujeres Periodistas de Cine         | Enero de 2022            | Mejor película                                       | Belfast                                                                           | Nominada  |        |
| Alianza de Mujeres Periodistas de Cine         | Enero de 2022            | Mejor director                                       | Kenneth Branagh                                                                   | Nominado  |        |
| Alianza de Mujeres Periodistas de Cine         | Enero de 2022            | Mejor actor de reparto                               | Jamie Dornan                                                                      | Nominado  |        |
| Alianza de Mujeres Periodistas de Cine         | Enero de 2022            | Mejor actor de reparto                               | Ciarán Hinds                                                                      | Nominado  |        |
| Alianza de Mujeres Periodistas de Cine         | Enero de 2022            | Mejor guion original                                 | Kenneth Branagh                                                                   | Nominado  |        |
| Alianza de Mujeres Periodistas de Cine         | Enero de 2022            | Mejor director de casting                            | Lucy Bevan, Emily Brockmann                                                       | Nominadas |        |
| Alianza de Mujeres Periodistas de Cine         | Enero de 2022            | Mejor fotografía                                     | Haris Zambarloukos                                                                | Nominado  |        |
| Alianza de Mujeres Periodistas de Cine         | Enero de 2022            | Mejor montaje                                        | Úna Ní Dhonghaíle                                                                 | Nominada  |        |
| Alianza de Mujeres Periodistas de Cine         | Enero de 2022            | Grand Dame Award                                     | Judi Dench                                                                        | Nominada  |        |
| Premios Satellite                              | 18 de marzo de 2022      | Mejor película dramática                             | Belfast                                                                           | Ganador   | [ 32 ] |
| Premios Satellite                              | 18 de marzo de 2022      | Mejor director                                       | Kenneth Branagh                                                                   | Nominado  | [ 32 ] |
| Premios Satellite                              | 18 de marzo de 2022      | Mejor actor de reparto                               | Jamie Dornan                                                                      | Nominado  | [ 32 ] |
| Premios Satellite                              | 18 de marzo de 2022      | Mejor actor de reparto                               | Ciarán Hinds                                                                      | Nominado  | [ 32 ] |
| Premios Satellite                              | 18 de marzo de 2022      | Mejor actriz de reparto                              | Caitríona Balfe                                                                   | Nominada  | [ 32 ] |
| Premios Satellite                              | 18 de marzo de 2022      | Mejor actriz de reparto                              | Judi Dench                                                                        | Nominada  | [ 32 ] |
| Premios Satellite                              | 18 de marzo de 2022      | Mejor guion original                                 | Kenneth Branagh                                                                   | Ganador   | [ 32 ] |
| Premios Satellite                              | 18 de marzo de 2022      | Mejor fotografía                                     | Haris Zambarloukos                                                                | Nominado  | [ 32 ] |
| Premios Satellite                              | 18 de marzo de 2022      | Mejor edición                                        | Úna Ní Dhonghaíle                                                                 | Nominada  | [ 32 ] |
| Premios Satellite                              | 18 de marzo de 2022      | Mejor dirección de arte y diseño de producción       | Jim Clay y Claire Nia Richards                                                    | Nominado  | [ 32 ] |
| Premios Satellite                              | 18 de marzo de 2022      | Mejor diseño de vestuario                            | Charlotte Walter                                                                  | Nominado  | [ 32 ] |
| Premios Satellite                              | 18 de marzo de 2022      | Mejor canción original                               | "Down to Joy" – Van Morrison                                                      | Nominado  | [ 32 ] |
| Premios Satellite                              | 18 de marzo de 2022      | Mejor sonido                                         | Niv Adiri, Simon Chase, James Mather, y Denise Yarde                              | Nominado  | [ 32 ] |
| Festival Internacional de Cine de Palm Springs | 7 de enero de 2022       | Chairman's Vanguard Award                            | Kenneth Branagh, Caitríona Balfe, Jamie Dornan, Ciarán Hinds y Jude Hill          | Ganadores | [ 33 ] |
| Asociación de Críticos de Hollywood            | 8 de enero de 2022       | Newcomer Award                                       | Jude Hill                                                                         | Ganador   | [ 34 ] |
| Asociación de Críticos de Hollywood            | 8 de enero de 2022       | Mejor película                                       | Belfast                                                                           | Nominado  | [ 35 ] |
| Asociación de Críticos de Hollywood            | 8 de enero de 2022       | Mejor actor de reparto                               | Jamie Dornan                                                                      | Nominado  | [ 35 ] |
| Asociación de Críticos de Hollywood            | 8 de enero de 2022       | Mejor actor de reparto                               | Ciarán Hinds                                                                      | Nominado  | [ 35 ] |
| Asociación de Críticos de Hollywood            | 8 de enero de 2022       | Mejor actriz de reparto                              | Caitríona Balfe                                                                   | Nominada  | [ 35 ] |
| Asociación de Críticos de Hollywood            | 8 de enero de 2022       | Mejor reparto                                        | Belfast                                                                           | Ganador   | [ 35 ] |
| Asociación de Críticos de Hollywood            | 8 de enero de 2022       | Mejor director                                       | Kenneth Branagh                                                                   | Nominado  | [ 35 ] |
| Asociación de Críticos de Hollywood            | 8 de enero de 2022       | Mejor guion original                                 | Kenneth Branagh                                                                   | Nominado  | [ 35 ] |
| Asociación de Críticos de Hollywood            | 8 de enero de 2022       | Mejor canción original                               | "Down to Joy" interpretada por Van Morrison                                       | Nominada  | [ 35 ] |
| Asociación de Críticos de Hollywood            | 8 de enero de 2022       | Mejor montaje                                        | Úna Ní Dhonghaíle                                                                 | Nominado  | [ 35 ] |
| Premios de la Crítica Cinematográfica          | 13 de marzo de 2022      | Mejor película                                       | Belfast                                                                           | Nominada  |        |
| Premios de la Crítica Cinematográfica          | 13 de marzo de 2022      | Mejor director                                       | Kenneth Branagh                                                                   | Nominado  |        |
| Premios de la Crítica Cinematográfica          | 13 de marzo de 2022      | Mejor actriz de reparto                              | Caitríona Balfe                                                                   | Nominada  |        |
| Premios de la Crítica Cinematográfica          | 13 de marzo de 2022      | Mejor actor de reparto                               | Jamie Dornan                                                                      | Nominado  |        |
| Premios de la Crítica Cinematográfica          | 13 de marzo de 2022      | Mejor actor de reparto                               | Ciarán Hinds                                                                      | Nominado  |        |
| Premios de la Crítica Cinematográfica          | 13 de marzo de 2022      | Mejor intérprete joven                               | Jude Hill                                                                         | Ganador   |        |
| Premios de la Crítica Cinematográfica          | 13 de marzo de 2022      | Mejor reparto                                        | Belfast                                                                           | Ganador   |        |
| Premios de la Crítica Cinematográfica          | 13 de marzo de 2022      | Mejor guion original                                 | Kenneth Branagh                                                                   | Ganador   |        |
| Premios de la Crítica Cinematográfica          | 13 de marzo de 2022      | Mejor fotografía                                     | Haris Zambarloukos                                                                | Nominado  |        |
| Premios de la Crítica Cinematográfica          | 13 de marzo de 2022      | Mejor montaje                                        | Úna Ní Dhonghaíle                                                                 | Nominado  |        |
| Premios de la Crítica Cinematográfica          | 13 de marzo de 2022      | Mejor diseño de producción                           | Jim Clay y Claire Nia Richards                                                    | Nominado  |        |
| Premios Globo de Oro                           | 9 de enero de 2022       | Mejor película dramática                             | Belfast                                                                           | Nominada  |        |
| Premios Globo de Oro                           | 9 de enero de 2022       | Mejor director                                       | Kenneth Branagh                                                                   | Nominado  |        |
| Premios Globo de Oro                           | 9 de enero de 2022       | Mejor guion                                          | Kenneth Branagh                                                                   | Ganador   |        |
| Premios Globo de Oro                           | 9 de enero de 2022       | Mejor actor de reparto                               | Jamie Dornan                                                                      | Nominado  |        |
| Premios Globo de Oro                           | 9 de enero de 2022       | Mejor actor de reparto                               | Ciarán Hinds                                                                      | Nominado  |        |
| Premios Globo de Oro                           | 9 de enero de 2022       | Mejor actriz de reparto                              | Caitríona Balfe                                                                   | Nominada  |        |
| Premios Globo de Oro                           | 9 de enero de 2022       | Mejor canción original                               | "Down to Joy" interpretada por Van Morrison                                       | Nominada  |        |
| San Diego Film Critics Society                 | 10 de enero de 2022      | Mejor película                                       | Belfast                                                                           | Nominada  | [ 36 ] |
| San Diego Film Critics Society                 | 10 de enero de 2022      | Mejor director                                       | Kenneth Branagh                                                                   | Nominada  | [ 36 ] |
| San Diego Film Critics Society                 | 10 de enero de 2022      | Mejor actor                                          | Jude Hill                                                                         | Nominado  | [ 36 ] |
| San Diego Film Critics Society                 | 10 de enero de 2022      | Mejor actriz                                         | Caitríona Balfe                                                                   | Ganadora  | [ 36 ] |
| San Diego Film Critics Society                 | 10 de enero de 2022      | Mejor actor de reparto                               | Ciarán Hinds                                                                      | Nominado  | [ 36 ] |
| San Diego Film Critics Society                 | 10 de enero de 2022      | Mejor guion original                                 | Kenneth Branagh                                                                   | Nominado  | [ 36 ] |
| San Diego Film Critics Society                 | 10 de enero de 2022      | Mejor artista revelación                             | Jude Hill]                                                                        | Nominado  | [ 36 ] |
| San Diego Film Critics Society                 | 10 de enero de 2022      | Mejor montaje                                        | Úna Ní Dhonghaíle                                                                 | Nominada  | [ 36 ] |
| San Diego Film Critics Society                 | 10 de enero de 2022      | Mejor diseño de producción                           | Jim Clay                                                                          | Nominado  | [ 36 ] |
| San Diego Film Critics Society                 | 10 de enero de 2022      | Mejor diseño de sonido                               | Simon Chase y James Mather                                                        | Nominados | [ 36 ] |
| San Diego Film Critics Society                 | 10 de enero de 2022      | Mejor uso de música                                  | Belfast                                                                           | Nominada  | [ 36 ] |
| San Diego Film Critics Society                 | 10 de enero de 2022      | Mejor interpretación juvenil                         | Jude Hill                                                                         | Ganador   | [ 36 ] |
| Premios AACTA                                  | 27 de enero de 2022      | Mejor película                                       | Belfast                                                                           | Nominada  | [ 37 ] |
| Premios AACTA                                  | 27 de enero de 2022      | Mejor director                                       | Kenneth Branagh                                                                   | Nominado  | [ 37 ] |
| Premios AACTA                                  | 27 de enero de 2022      | Mejor guion                                          | Kenneth Branagh                                                                   | Nominado  | [ 37 ] |
| Premios AACTA                                  | 27 de enero de 2022      | Mejor actor de reparto                               | Jamie Dornan                                                                      | Nominado  | [ 37 ] |
| Premios AACTA                                  | 27 de enero de 2022      | Mejor actor de reparto                               | Ciarán Hinds                                                                      | Nominado  | [ 37 ] |
| Premios AACTA                                  | 27 de enero de 2022      | Mejor actriz de reparto                              | Caitríona Balfe                                                                   | Nominada  | [ 37 ] |
| Premios AACTA                                  | 27 de enero de 2022      | Mejor actriz de reparto                              | Judi Dench                                                                        | Nominada  | [ 37 ] |
| Premios del Sindicato de Actores               | 26 de febrero de 2022    | Mejor reparto                                        | Caitríona Balfe, Judi Dench, Jamie Dornan, Jude Hill, Ciarán Hinds y Colin Morgan | Nominados | [ 38 ] |
| Premios del Sindicato de Actores               | 26 de febrero de 2022    | Mejor actriz de reparto                              | Caitríona Balfe                                                                   | Nominada  | [ 38 ] |
| Gold Derby Film Awards                         | 27 de febrero de 2022    | Mejor película                                       | Belfast                                                                           | Nominada  | [ 39 ] |
| Gold Derby Film Awards                         | 27 de febrero de 2022    | Mejor director                                       | Kenneth Branagh                                                                   | Nominado  | [ 39 ] |
| Gold Derby Film Awards                         | 27 de febrero de 2022    | Mejor actor de reparto                               | Ciaran Hinds                                                                      | Nominado  | [ 39 ] |
| Gold Derby Film Awards                         | 27 de febrero de 2022    | Mejor actriz de reparto                              | Caitriona Balfe                                                                   | Nominada  | [ 39 ] |
| Gold Derby Film Awards                         | 27 de febrero de 2022    | Mejor guion original                                 | Kenneth Branagh                                                                   | Nominado  | [ 39 ] |
| Gold Derby Film Awards                         | 27 de febrero de 2022    | Mejor montaje                                        | Úna Ní Dhonghaíle                                                                 | Nominado  | [ 39 ] |
| Premios del Sindicato de Directores            | 12 de marzo de 2022      | Mejor dirección                                      | Kenneth Branagh                                                                   | Nominado  | [ 40 ] |
| Premios BAFTA                                  | 13 de marzo de 2022      | Mejor película                                       | Belfast                                                                           | Nominada  | [ 41 ] |
| Premios BAFTA                                  | 13 de marzo de 2022      | Mejor actor de reparto                               | Ciaran Hinds                                                                      | Nominado  | [ 41 ] |
| Premios BAFTA                                  | 13 de marzo de 2022      | Mejor actriz de reparto                              | Caitriona Balfe                                                                   | Nominada  | [ 41 ] |
| Premios BAFTA                                  | 13 de marzo de 2022      | Mejor guion original                                 | Kenneth Branagh                                                                   | Nominado  | [ 41 ] |
| Premios BAFTA                                  | 13 de marzo de 2022      | Mejor montaje                                        | Úna Ní Dhonghaíle                                                                 | Nominado  | [ 41 ] |
| Premios BAFTA                                  | 13 de marzo de 2022      | Mejor película británica                             | Kenneth Branagh                                                                   | Ganadora  | [ 41 ] |
| American Society of Cinematographers Awards    | 20 de marzo de 2022      | Mejor fotografía                                     | Haris Zambarloukos                                                                | Nominado  | [ 42 ] |
| Premios Óscar                                  | 27 de marzo de 2022      | Mejor película                                       | Laura Berwick, Kenneth Branagh, Becca Kovacik y Tamar Thomas                      | Nominada  | [ 43 ] |
| Premios Óscar                                  | 27 de marzo de 2022      | Mejor director                                       | Kenneth Branagh                                                                   | Nominado  | [ 43 ] |
| Premios Óscar                                  | 27 de marzo de 2022      | Mejor actor de reparto                               | Ciarán Hinds                                                                      | Nominado  | [ 43 ] |
| Premios Óscar                                  | 27 de marzo de 2022      | Mejor actriz de reparto                              | Judi Dench                                                                        | Nominada  | [ 43 ] |
| Premios Óscar                                  | 27 de marzo de 2022      | Mejor guion original                                 | Kenneth Branagh                                                                   | Ganador   | [ 43 ] |
| Premios Óscar                                  | 27 de marzo de 2022      | Mejor canción original                               | Van Morrison por "Down to Joy"                                                    | Nominada  | [ 43 ] |
| Premios Óscar                                  | 27 de marzo de 2022      | Mejor sonido                                         | Denise Yarde, Simon Chase, James Mather y Niv Adiri                               | Nominados | [ 43 ] |